# کتاب‌شناسی محمد مصدق
نوشته‌های محمّد مصدّق به فارسی و فرانسوی شامل کتاب‌ها و مقالاتی است که اینجا فهرست می‌شود:

## کتاب‌ها
1. مسؤولیت دولت برای اعمال خلاف قانون که از مستخدمین دولتی در موقع انجام وظایف‌شان صادر می‌شود و قاعدهٔ عدم تسلیم مقصرین سیاسی: رساله لیسانس به زبان فرانسه در دانشگاه نوشاتل.
2. وصیت در حقوق اسلامی (شیعه): رسالهٔ دکترای مصدق به زبان فرانسه (۱۹۱۴ م) در دانشگاه نوشاتل. ترجمه به فارسی توسط علی‌محمد طباطبایی قمی چاپ انتشارات زریاب
3. کاپیتولاسیون و ایران: پس از انتشار خبر الغای کاپیتولاسیون در اول اکتبر ۱۹۱۴ در ترکیهٔ عثمانی مصدق این کتاب را برای آگاهی مردم از نتایج منفی وجود چنین قانونی و نیز برای تشویق دولت ایران به الغای کاپیتولاسیون نگاشت. به این ترتیب او اولین کسی بوده که در ایران به مصونیت سیاسی اتباع دول بیگانه اعتراض کرد و خواهان الغای این رژیم مخالف آزادی و استقلال مملکت شد.
4. شرکت اسهامی در اروپا: این کتاب بعد از اظهارات اردشیر جی، نمایندهٔ زرتشتیان هند در ایران، مبنی بر این‌که تاکنون در ایران کتابی دربارهٔ شرکت‌های تجاری منتشر نشده و در این خصوص کمبودی وجود دارد، با مطالعهٔ قوانین مختلف کشورهای اروپایی، در آبان ۱۲۹۳ در ۱۰۳ صفحه انتشار یافت.
5. دستور در محاکم حقوقی: این کتاب نتیجهٔ مطالعات گستردهٔ حقوقی مصدق بود که به درخواست مدیر مدرسهٔ سیاسی تهران، دکتر ولی‌الله‌خان نصر تألیف گردید.
6. مختصری از حقوق پارلمانی در ایران و اروپا برای آقای محترم نمایندگان دوره پنجم تقنینیه: در ۷۲ صفحه در سال ۱۳۰۲
7. اصول قواعد و قوانین مالیه در ممالک خارجه و ایران قبل از مشروطیت و دورهٔ مشروطه: ابتدا در سال ۱۳۰۴ بعدها در ۱۳۷۷ با پیش‌گفتاری از عزت‌الله سحابی و مقدمه‌ای از علی‌اکبر شبیری‌نژاد به وسیلهٔ نشر «فرزان» تجدید چاپ شد. در این کتاب مصدق به ارائه اطلاعات و تجربیات خود در امور مالی به عموم مردم پرداخت.

- کتاب‌های پنج‌گانه اخیر را مصدق در قلمرو عمومی قرار داد و بر صفحهٔ عنوان آن‌ها نوشت: مجانی و حق طبع و ترجمه آزاد است

## مقالات
1. اسقاط دعاوی یا قاعدهٔ مرور زمان: در اولین شمارهٔ مجلهٔ علمی در سال ۱۲۹۳ به چاپ رسید.
2. تصویب بودجه در پارلمان‌های مختلف: مقالهٔ مزبور در مجلهٔ آینده دورهٔ اول، در سال ۱۳۰۴ بدون نام و با ذکر امضاء محفوظ به چاپ رسید.
3. انتخابات در اروپا و ایران
4. تابعیت در ایران
5. اصول مهمهٔ حقوق مدنی و حقوق تجاری ایران: این مقاله دربارهٔ سیر قوانینی مانند حقوق مدنی، عقود، حقوق خانواده، حقوق توارث، املاک و تجارت در ایران از هنگام ورود اسلام تا آغاز مشروطیت و نیز دورهٔ بعد از مشروطیت است. مقالات ردیف‌های ۳، ۴ و ۵ در مجلهٔ آینده، دورهٔ دوم، سال ۱۳۰۵ به چاپ رسید.
6. طرح پیشنهادی برای اصلاح قانون انتخابات: در دورانی که مصدق در مجلس چهاردهم نماینده بود، در روزنامهٔ اطلاعات ۱۳۲۳/۲/۲۳ چاپ شد.
7. مسئلهٔ انتخابات: در یک مقدمه و در شش فصل که به بیان و بررسی قوانین انتخاباتی در ایران پرداخته‌است، در دورهٔ نمایندگی مصدق در مجلس چهاردهم و به درخواست مجلهٔ آینده، دورهٔ سوم در مهرماه ۱۳۲۳ چاپ شده‌است.

## خاطرات، نطق‌ها و نامه‌ها
1. خاطرات و تألمات مصدق: با یادداشت غلامحسین مصدق و توضیح ایرج افشار، تهران، انتشارات علمی، چاپ اول ۱۳۶۴، چاپ هشتم ۱۳۷۵. این کتاب توسط دکتر محمدعلی همایون کاتوزیان و پروفسور سید حسن امین در سال ۱۹۸۸ توسط جبهه ملی خارج از کشور در لندن به زبان انگلیسی ترجمه و منتشر شد.
2. دکتر مصدق و نطق‌های تاریخی او در دورهٔ پنجم و ششم تقنینیه: گردآورنده حسین مکی، تهران، انتشارات جاویدان، چاپ سوم ۱۳۶۳. این کتاب قبلاً در سال‌های ۱۳۲۴ و۱۳۵۸ نیز چاپ شده بود
3. سیاست موازنهٔ منفی در مجلس چهاردهم: شامل نطق‌های مصدق در مجلس چهاردهم، دو جلد در یک جلد، گردآورنده حسین کی‌استوان، مدیر روزنامهٔ مظفر، تهران انتشارات اسلامی، ۱۳۲۷، ۱۳۲۹، ۱۳۵۶
4. نطق‌ها و مکتوبات دکتر مصدق در ادوار ۵و ۶و ۱۴و۱۶ مجلس و در دوران نخست‌وزیری ـ دفتر ۱ تا ۱۰” انتشارات مصدق ۹–۱۳۴۸
5. مدافعات مصدق و رولن در دیوان بین‌المللی لاهه، تهران، انتشارات زبرجد، بی‌تا
6. 'نامه‌های دکتر مصدق: دو جلد، گردآورنده: محمد ترکمان، تهران، نشر «هزاران»، ۱۳۷۴ و ۱۳۷۷.
7. دکتر محمد مصدق در محکمهٔ نظامی، سرهنگ جلیل بزرگ‌مهر، دو جلد، تهران، نشر تاریخ ایران، ۱۳۶۳، دوبار در سال‌های ۶۹ و ۷۸ در یک جلد توسط انتشارات «نیلوفر» نیز انتشار یافته‌است.
8. دکتر محمد مصدق در دادگاه تجدیدنظر نظامی: جلیل بزرگ‌مهر، تهران، شرکت سهامی انتشار، ۱۳۶۵
9. دکتر محمد مصدق و رسیدگی فرجامی در دیوان کشور:تهران، شرکت سهامی انتشار، ۱۳۶۵ یا ۱۳۶۷
10. تقریرات مصدق در زندان: زیر نظر ایرج افشار، تهران، سازمان کتاب، ۱۳۵۹؛ بعدها تحت عنوان «رنج‌های سیاسی دکتر مصدق» با توضیحات عبدالله برهان به وسیلهٔ نشر در سال ۷۰ چاپ گردید و چاپ سوم آن در سال ۱۳۷۷ منتشر شد.[۱]